# Emanuel Kučera
Emanuel Kučera (8. září 1879 Úhonice – 27. prosince 1948) byl český a československý politik, meziválečný senátor za Komunistickou stranu Československa a později za odštěpeneckou formaci Komunistická strana Československa (leninovci).

## Biografie
Profesí byl domkářem a truhlářem v Úhonicích. Později byl zaměstnancem středočeských elektráren.
V komunálních volbách roku 1919 byl zvolen do zastupitelstva obce Úhonice a stal se starostou. Uvádí se jako člen sociální demokracie, profesí truhlář.
Po parlamentních volbách v roce 1925 získal senátorské křeslo v Národním shromáždění, nyní již za KSČ. Mandát ale nabyl až dodatečně roku 1926 jako náhradník poté, co senátor Rudolf Schubert nezískal potvrzení svého mandátu. V roce 1929 byl v souvislosti s nástupem skupiny mladých, radikálních komunistů (takzvaní Karlínští kluci), kteří do vedení KSČ doprovázeli Klementa Gottwalda, odstaven od moci a vyloučen z KSČ. V parlamentu se stal členem nového poslaneckého klubu nazvaného Komunistická strana Československa (leninovci). V senátu zasedal do roku 1929.
V listopadu 1931 byl odsouzen na čtyři měsíce do vězení za své výroky ohledně válečných příprav kapitalistických států. Zemřel náhle v prosinci 1948.